# Cappelle-Brouck
Cappelle-Brouck település Franciaországban, Nord megyében. Lakosainak száma 1157 fő (2022. január 1.). Cappelle-Brouck Saint-Pierre-Brouck, Bourbourg, Holque, Looberghe, Merckeghem, Millam és Watten községekkel határos.

## Népesség
A település népességének változása:
| Lakosok száma | 1143 | 1155 | 1200 | 1166 | 1159 | 1151 | 1154 | 1158 | 1157 |
|               | 2013 | 2015 | 2016 | 2017 | 2018 | 2019 | 2020 | 2021 | 2022 |